# HD 83104
HD 83104，又名BD-18 2728，SAO 155323、HR 3822，是一颗恒星，视星等为6.31，位于銀經252.17，銀緯23.43，其B1900.0坐标为赤經9h 30m 54.7s，赤緯-19° 23.43′ 9″。